# مدهب (حديبو)

تعديل مصدري - تعديل

مدهب هي إحدى قرى مديرية حديبو التابعة لمحافظة سقطرى، بلغ تعداد سكانها 58 نسمة حسب تعداد اليمن لعام 2004.